# Ivan Lilov
Ivan Lilov (in bulgaro Иван Лилов?; Sofia, 6 agosto 1988) è un cestista bulgaro.

## Palmarès
- Lega Balcanica: 1

Rilski Sportist: 2008-09
- Coppa di Romania: 1

Gaz Metan Mediaș: 2013